# Statiellates

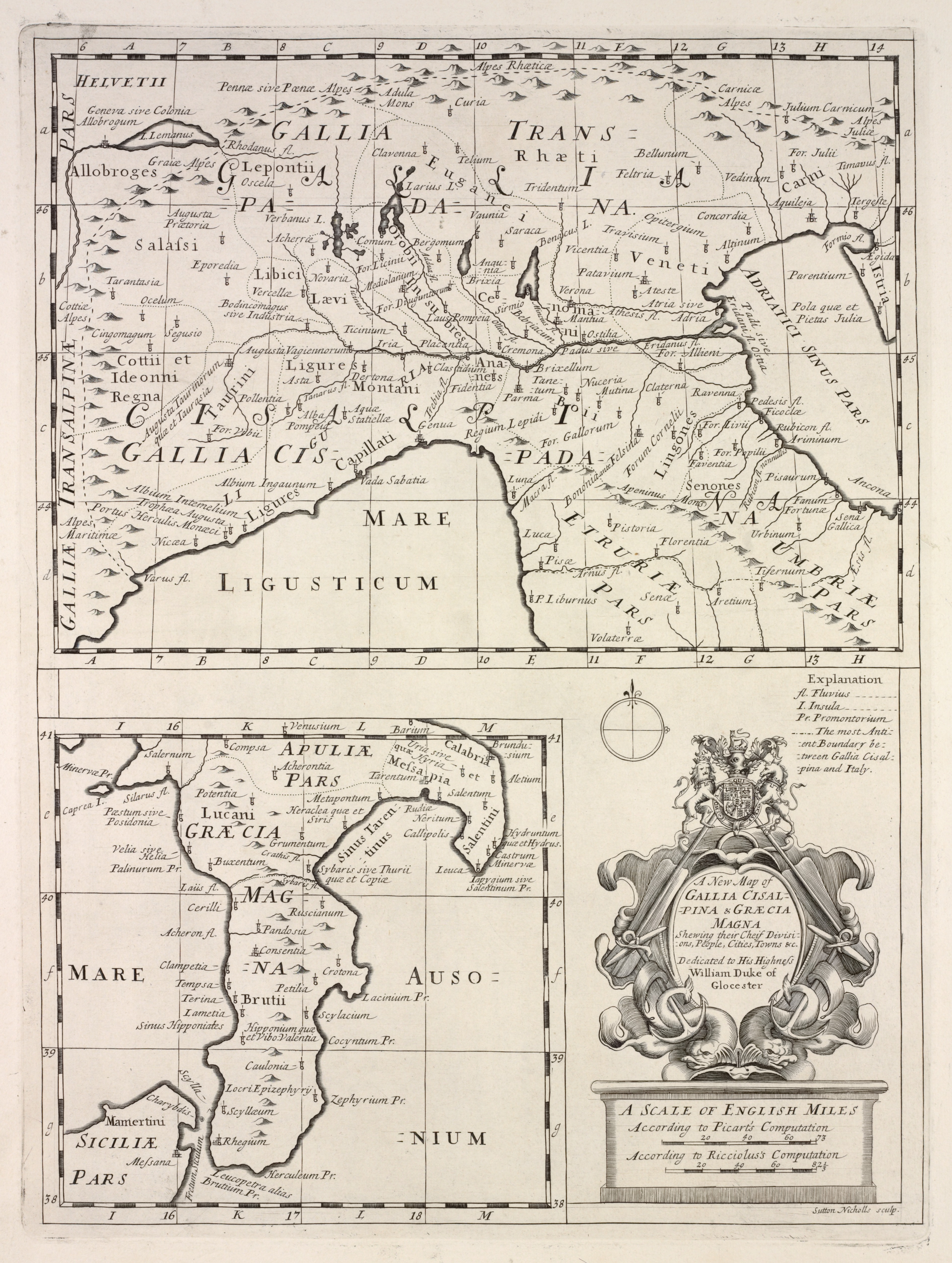
Carte de la Gaule cisalpine et de la Grande-Grèce avec les villes des Statiellates (Ligures Montani). Edward Wells, Oxford, 1700.

Les Statiellates ou Statielli sont un peuple ancien de Ligurie, entre les Vagienni à l'ouest et les Apuani à l'est. Pline l'Ancien les cite parmi les tribus des « Ligures célèbres au-delà des Alpes », entre le Tanaro et l'Orba (it),  au nord de l'Apennin ligure.
Avant la conquête romaine, ils avaient pour chef-lieu Carystum ; leurs autres villes étaient Aquæ Statiellæ, aujourd'hui Acqui Terme en Piémont, Asta, Dertona et  Alba Pompeia. Henri d'Arbois de Jubainville pense que Carystum est une erreur de transcription, par confusion avec la ville grecque de Carystos en Eubée, et que le nom original devait être Caruscum, avec le suffixe -asco dont on trouve d'autres exemples dans l'onomastique ligure.
Les Statiellates furent soumis par le consul M. Popillius Lænas en 173 av. J.-C. Alors qu'ils étaient le seul peuple ligure à n'avoir jamais porté les armes contre les Romains, Popillius décida de s'emparer de Carystum, leur capitale ; il fit des préparatifs de siège mais les Statiellates préférèrent l'affronter en bataille rangée ; après un dur combat contre les légions, la cavalerie romaine les mit en déroute et 10 000 d'entre eux rendirent les armes en espérant des conditions honorables mais Popillius fit démanteler leur ville et vendre les vaincus comme esclaves. Le Sénat désapprouva cette conduite et ordonna à Popilius de libérer les captifs et de leur rendre leurs biens  mais Popillius refusa d'obéir au sénatus-consulte et fit exécuter 10 000 Ligures qui s'étaient à nouveau révoltés. Accusé devant le Sénat, Popillius obtint son acquittement par corruption et déplaça une partie des Ligures soumis au-delà du Pô.